# Sofie Johannesdotter
Sofie Johannesdotter (née le 24 août 1839 à Ärtemark, Dalsland en Suède,  morte le 22 février 1876 à Halden, Norvège) est une empoisonneuse et meurtrière en série suédoise, résidant et travaillant en Norvège.

## Jeunesse
Les parents de Sofie Johannesdotter étaient des paysans pauvres et son éducation théorique était déficiente même au regard du XIXe siècle. Ce n'est qu'à sa 15e année qu'elle a appris à lire en vue de sa confirmation qui a eu lieu en 1854. Elle savait alors tout juste lire et écrire et n'avait pas de connaissances générales.
En 1867, elle émigre en Norvège. Après un passage à la filature de coton de Halden, elle obtient en 1868 un emploi de femme de chambre chez le grossiste Niels Anker Stang à Halden

## Crime
Sofie Johannesdotter a rapidement été aux prises avec ses collègues dans la maison du grossiste, et un certain nombre d'entre eux auraient quitté le service en raison du comportement de Sofie. Au cours de son service, elle a volé son employeur.
Le 16 octobre 1869, elle assassine un des serviteurs de la maison, Maren Johannesdatter, avec de l'arsenic mélangée dans une tasse de thé. Sofie avait reçu le cadeau de sa sœur en Suède. Le motif doit avoir été une dispute ; les deux n'étaient pas amis. Maren venait de démissionner et devait quitter le service quelques jours plus tard pour se marier.
Le 12 octobre 1872, Sofie donne à son employeur Cathinka Elisabeth Foyn Wiel (Mme Stang) de l'arsenic, mais ce n'est que le 16 octobre qu'elle meurt de l'empoisonnement. Le motif semble avoir été la haine ; Mme Stang avait tenté à plusieurs reprises de licencier Sofie, mais à chaque fois le grossiste était intervenu en faveur de Sofie laquelle n'avait pas hésité à dire aux autres employés et à plusieurs reprises que quelqu'un devrait tuer Mme Stang.
Le 10 octobre 1874, elle donne de l'arsenic à son employeur Niels Anker Stang qui meurt le soir même. Le grossiste avait finalement découvert que Sofie le volait et avait décidé de la congédier.
Le 18 janvier 1875, elle donne de l'arsenic à Mathilde Wiel, 16 ans, mais elle ne meurt pas du poison. Elle a cependant souffert des conséquences de l'empoisonnement pour le reste de sa vie. Mathilde était originaire d'Eidsberg, mais vivait à Halden avec sa parente, Mme Stang, qui l'hébergeait le temps de ses études. Le motif de cette tentative de meurtre semble avoir été que Sofie avait été chargée de soigner Mathilde alors que celle-ci avait la grippe, et qu'elle voulait se débarrasser de cette tâche. Mathilde Wiel vécut jusqu'en 1903. 
Le 10 février 1875, Sofie a mis le feu à la maison après avoir d'abord déménagé ses propres affaires. Toute la maison a brûlé, mais personne n'a été blessé

## Enquête
L'arrestation de Sofie Johannesdatter s'est principalement faite sur la base de rumeurs. Le 23 mars 1875, les tombes du grossiste et de sa femme sont ouvertes et les corps transportés à l'hôpital Ebenezer de Halden pour une autopsie. Sofie a été emmenée à l'hôpital le lendemain et confrontée aux corps. Elle a ensuite avoué les meurtres de ses deux employeurs. L'autopsie a montré de grandes quantités d'arsenic dans les deux corps. 
Le 31 mars 1875, elle avoue également le meurtre de Maren Johannesdatter et la tentative de meurtre de Mathilde Wiel. Elle avoue également l'incendie criminel et les nombreux petits vols qu'elle avait commis chez le grossiste. Elle était également soupçonnée d'avoir assassiné un jardinier, son propre père, ainsi que d'une tentative de meurtre sur une personne âgée, mais elle a nié ces crimes jusqu'à sa mort.
Le 12 mai 1875, le corps de Maren Johannesdatter est exhumé afin d'y vérifier la présence d'arsenic.

## Procès et exécution
Le 19 juillet 1875, Sofie Johannesdotter est condamnée à mort en vertu de l'article § 14-1 du Code Pénal (1842).
Le 6 novembre 1875, la peine de mort est confirmée par la Cour Suprême. 
Le 27 novembre 1875, le roi Oscar II décide que la peine de mort doit être exécutée. 
Le 18 février 1876, Sofie Johannesdotter est décapitée à Halden. Le bourreau était Theodor Larsen dont c'était la troisième exécution. En prison, Sofie avait eu de longues conversations avec le pasteur et était devenue chrétienne. Lorsque l'exécution eut lieu, Sofie lut à haute voix l'hymne suédois Källan, avant de prendre le pasteur par la main, et de dire au revoir avec ces mots : « Maintenant je rentre à la maison vers Jésus, moi ! »

## Sources
- Norsk Retstidende : Fr 5 1876
- Aftenposten : 6. novembre 1876